# 徐瑛教
徐瑛教（：／ Seo Young-kyo；1964年11月11日—），韓國政治人物、科學家。自2012年開始一直擔任中浪區甲選區國會議員。
徐瑛教是議會立法和司法委員會的成員。她支持加強保護兒童免遭性虐待，並於2014年10月發布文件，列出了針對法官的公開申訴，突出了司法機構的偏見和精英主義的案件。在涉及一名在1999年用硫酸浸泡的六歲男孩的謀殺案到期後，徐瑛教於2015年領導立法起草，廢除了對殺人罪的限制法規，並指出「謀殺者可能犯罪有時間限制，但犯罪受害人的痛苦永遠沒有限制。」